# Lucie Dreyfus
Lucie Dreyfus-Hadamard, née à Chatou le 23 août 1869 et morte à Paris le 14 décembre 1945, était l'épouse d'Alfred Dreyfus et son principal et indéfectible soutien durant l'affaire qui ébranla le couple de 1894 à 1906. Multipliant les démarches, elle n'eut de cesse de laver l'honneur bafoué de son mari.

## Biographie

### Famille
La famille Hadamard est originaire de Coblence, en Allemagne ; elle essaime à Metz pour s'installer ensuite, aux premières heures du XIXe siècle, à Paris. David Hadamard, le père de Lucie, est négociant en diamant à Paris. Lucie est la petite cousine du mathématicien Jacques Hadamard et la grand-tante d'Yves Duteil.

### Mariage
Les parents de Lucie organisent de nombreuses réceptions. Lors de l'une d'elles, Lucie rencontre Alfred Dreyfus, camarade de promotion de son petit cousin, Paul Hadamard. Le couple se fiance durant l'hiver 1889-1890. Ils se marient à Paris, le 18 avril 1890. Le mariage religieux est célébré à la grande synagogue de Paris le 21 avril 1890 par le grand-rabbin de France Zadoc Kahn, qui prendra position pour les dreyfusards par la suite. Le couple s'installe à deux pas des Champs-Élysées, rue François-Ier. Ils partent en voyage de noces en Italie puis en Suisse avant de rentrer en faisant une halte à Mulhouse. Le couple aura deux enfants, Pierre-Léon (1891-1946) et Jeanne (1893-1981). Lucie s'intéresse à la littérature, joue du piano et ne cesse de relire son historien favori : Numa Denis Fustel de Coulanges.

### Affaire Dreyfus
Le 15 octobre 1894, son mari est arrêté, l'affaire Dreyfus éclate. Lucie s'investit corps et âme dans la lutte pour recouvrer l'honneur perdu de son mari bafoué, jugé et bientôt exilé. Elle adresse une pétition à la Chambre et une supplique au pape, le 16 septembre 1896. Elle est citée comme témoin par Émile Zola, mais le président Delegorgue refuse qu'elle soit entendue. Elle voit sa demande en révision du 3 septembre 1898 acceptée.

Lucie visite quotidiennenment son mari dans les prisons parisiennes à partir du 2 janvier 1895 puis à l’île de Ré. Elle entretient avec son mari, même lorsqu'il sera exilé à l’île du Diable, une importante correspondance. Il dira d'elle dans ses mémoires de captivité : « ma compagne dévouée et héroïque ». Il l'invite à accomplir des démarches : 

« Livre la clé de cet horrible mystère : rien ne sera changé dans notre tragique situation tant que le jugement ne sera pas révisé. Réfléchis donc et agis pour déchiffrer cette énigme. »

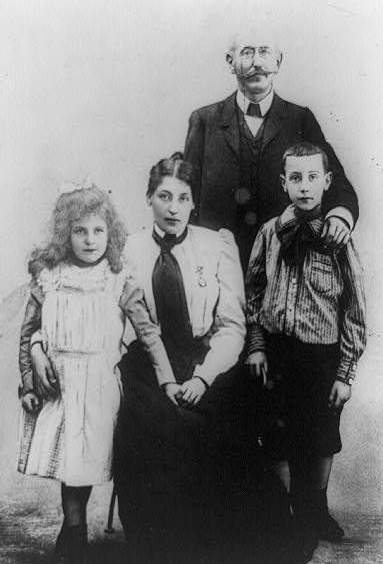
Alfred, Lucie, Pierre Léon et Jeanne.

Le 13 janvier 1898, le journal L'Aurore publie le J'accuse…! d'Émile Zola. Le 21 février 1898, tandis que ce dernier passe devant les Assises de la Seine, elle lui écrit : 

« Mon cœur déborde à la lecture des paroles sublimes que vous venez de prononcer. Je suis tellement émue, tellement transportée que je ne puis réprimer l'élan qui me porte à venir vous dire du fond de mon âme ma reconnaissance infinie. Mon trouble est si grand que je ne saurais en ce moment exprimer ma pensée. Je vous dirai donc simplement : merci. Merci, Monsieur, du fond de mon cœur de femme, de mère, merci pour mes enfants dont vous réhabilitez le nom, merci pour mon pauvre mari martyr dont vous avez crié l'innocence à la face du monde entier. »

Elle publie des lettres pour sensibiliser l'opinion publique quant à l'innocence de son mari. Elle est à Rennes et l'y attend pour sa comparution lors de son second procès en cassation du premier, le 1er juillet 1899. Il est à nouveau condamné à dix années de réclusion.

Lors du procès de Rennes, Alfred exprime publiquement sa gratitude : 

« Après ma condamnation, j’étais décidé à me tuer, j’étais décidé à ne pas aller à ce supplice épouvantable d’un soldat auquel on allait arracher les insignes de l’honneur ; eh bien, si j’ai été au supplice, je puis le dire ici, c’est grâce à Mme Dreyfus qui m’a indiqué mon devoir et m’a dit que si j’étais innocent, pour elle et pour mes enfants, je devais aller au supplice la tête haute ! Si je suis ici, c’est à elle que je le dois. »

Le 19 septembre 1899, Émile Loubet octroie une grâce présidentielle à Alfred.

Le 29 septembre 1899, Émile Zola écrit dans L'Aurore une lettre ouverte à Madame Alfred Dreyfus : 

« … On nous a bien promis, en dédommagement, la justice de l’Histoire… de même, laisser les scélérats tenir le haut du pavé, tandis que vous, les justes, on vous pousse au ruisseau. Et l’on ajoute que, lorsque nous serons morts, c’est nous qui aurons les statues. Pour moi, je veux bien, et j’espère même que la revanche de l’Histoire sera plus sérieuse que les délices du paradis. Un peu de justice sur cette terre m’aurait pourtant fait plaisir…. Et j’attends toujours. »

Il faudra attendre le 12 juillet 1906 — Zola est mort depuis bientôt quatre ans — pour que le jugement de Rennes soit cassé sans renvoi. Le mari de Lucie Dreyfus est enfin réhabilité ; il réintègre l'armée et sera fait chevalier de la Légion d'honneur le 21 juillet de la même année. Durant toute la procédure, femme de son siècle, elle a toujours cependant laissé la conduite de la défense de son mari à son beau-frère, Mathieu Dreyfus.

Dans sa correspondance avec son amie, Hélène Naville, avec humilité, elle l'interpelle : 

« Pourquoi avez-vous fait un tel éloge de moi, je suis bien loin de le mériter. Si j’ai supporté ces années de souffrances, c’est que je le devais à mon mari, à mes enfants. J’ai fait tout simplement mon devoir ; si j’avais fait autrement, j’aurais été criminelle. »

Lors de la Première Guerre mondiale, sa fibre caritative s'affirme et lui fera passer, en 1933, un brevet d'état d'infirmière.

### Madame veuve Alfred Dreyfus
Alfred Dreyfus meurt à Paris d'une crise cardiaque, le 12 juillet 1935. Elle lui survit plus de dix ans. Durant la Seconde Guerre mondiale, Lucie Dreyfus est hébergée dans un couvent à Valence sous le nom de Madame Duteil ; seule la mère supérieure connait sa véritable identité. Lucie ne sera pas inquiétée durant toute la  guerre. Sa petite fille, Madeleine Lévy, la fille de Jeanne, connait un sort plus funeste, elle est arrêtée par des miliciens français à Toulouse. Déportée vers l'Est, elle meurt du typhus à Auschwitz en janvier 1944, âgée de 25 ans,. 
Lucie Dreyfus meurt à Paris, le 14 décembre 1945 et repose au côté de son mari au cimetière du Montparnasse (division 28).

## Au cinéma
Dans le film J'accuse (2019) de Roman Polanski, son rôle est joué par Swan Starosta.